# Championnat du monde des voitures de sport 1970
1969 1971
Le Championnat du monde des voitures de sport 1970 est la 18e saison du Championnat du monde des voitures de sport (WSC) FIA. Il est ouvert aux voitures Sport-prototypes pour les catégories S (Sports) et P (Prototype) et aux Grand Tourisme pour la catégorie GT. Ce championnat s'est couru du 31 janvier 1970 au 11 octobre 1970, comprenant dix courses.

## Calendrier
| Manche | Course                          | Circuit                        | Participants | Date                      |
| ------ | ------------------------------- | ------------------------------ | ------------ | ------------------------- |
| 1      | 24 Heures de Daytona Beach      | Daytona International Speedway | 65           | 31 janvier au 1er février |
| 2      | 12 Heures de Sebring            | Sebring International Raceway  | 68           | 21 mars                   |
| 3      | 1 000 km de Brands Hatch-BOAC † | Brands Hatch                   | 34           | 12 avril                  |
| 4      | 1 000 km de Monza               | Autodromo Nazionale di Monza   | 38           | 25 avril                  |
| 5      | Targa Florio                    | Palermo                        | 78           | 3 mai                     |
| 6      | 1 000 km de Spa                 | Circuit de Spa-Francorchamps   | 35           | 17 mai                    |
| 7      | 1 000 km du Nürburgring         | Nürburgring                    | 54           | 31 mai                    |
| 8      | 24 Heures du Mans               | Le Mans                        | 51           | 15 au 16 juin             |
| 9      | 6 Heures de Watkins Glen        | Watkins Glen International     | 26           | 11 juillet                |
| 10     | 1 000 km de Zeltweg             | Österreichring                 | 31           | 11 octobre                |

† - Course n'acceptant que les voitures de Sport-Prototypes, les GT ne participant pas.

## Résultats de la saison

### Attribution des points
Les points sont distribués aux six premiers de chaque course dans l'ordre de 9-6-4-3-2-1 points.
Les constructeurs ne reçoivent les points que de leur voiture la mieux classée, les autres voitures du même constructeur ne marquant aucun point.

### Courses
| Manche | Circuit           | Équipe vainqueur Sports-Prototype             | Équipe vainqueur GT                                | Résultats |
| Manche | Circuit           | Pilote vainqueur Sports-Prototype             | Pilote vainqueur GT                                | Résultats |
| ------ | ----------------- | --------------------------------------------- | -------------------------------------------------- | --------- |
| 1      | Daytona           | #2 John Wyer Automotive                       | #7 Owens Corning Racing                            | Résultats |
| 1      | Daytona           | Pedro Rodriguez Leo Kinnunen Brian Redman     | Jerry Thompson John Mahler                         | Résultats |
| 2      | Sebring           | #21 SpA Ferrari SEFAC                         | #1 Troy Promotions                                 | Résultats |
| 2      | Sebring           | Ignazio Giunti Nino Vaccarella Mario Andretti | Tony DeLorenzo Dick Lang                           | Résultats |
| 3      | Brands Hatch      | #10 John Wyer Automotive                      | Aucun                                              | Résultats |
| 3      | Brands Hatch      | Pedro Rodriguez Leo Kinnunen                  |                                                    | Résultats |
| 4      | Monza             | #7 John Wyer Automotive                       | #87 Brescia Corse                                  | Résultats |
| 4      | Monza             | Pedro Rodriguez Leo Kinnunen                  | Giuseppe Schenetti Sergio Zerbini                  | Résultats |
| 5      | Palermo           | #12 John Wyer Automotive                      | #174 HF Squadra Corse                              | Résultats |
| 5      | Palermo           | Jo Siffert Brian Redman                       | Sandro Munari Claudio Maglioli                     | Résultats |
| 6      | Spa-Francorchamps | #24 John Wyer Automotive                      | #59 Bernard Cheneviére                             | Résultats |
| 6      | Spa-Francorchamps | Jo Siffert Brian Redman                       | Bernard Cheneviére Claude Haldi                    | Résultats |
| 7      | Nürburgring       | #22 Porsche Salzburg                          | #79 Dieter Fröhlich                                | Résultats |
| 7      | Nürburgring       | Vic Elford Kurt Ahrens Jr.                    | Dieter Fröhlich Pauli Toivonen                     | Résultats |
| 8      | Le Mans           | #23 Porsche Salzburg                          | #40 Etablissement Sonauto                          | Résultats |
| 8      | Le Mans           | Hans Herrmann Richard Attwood                 | Claude Ballot-Léna Guy Chasseuil                   | Résultats |
| 9      | Watkins Glen      | #2 John Wyer Automotive                       | #5 Bob Grossman                                    | Résultats |
| 9      | Watkins Glen      | Pedro Rodriguez Leo Kinnunen                  | Bob Grossman Donald Yenko                          | Résultats |
| 10     | Österreichring    | #23 John Wyer Automotive                      | #51 Paul-Ernst Strähle                             | Résultats |
| 10     | Österreichring    | Jo Siffert Brian Redman                       | Günter Steckkönig Prince Ferfried von Hohenzollern | Résultats |

### Championnat du monde des constructeurs
Il y a deux classements, un premier pour toutes les catégories et un deuxième pour la catégorie GT uniquement.
Les voitures qui participent aux courses et qui ne font pas partie des catégories S (Sport), P (Prototypes) ou GT (Grand Tourisme) ne sont pas inscrites au championnat. Seuls les sept meilleurs résultats sont pris en compte dans le classement. Les autres points ne sont pas comptabilisés et sont indiqués en italique.

#### Classement toutes catégories
| Pos | Constructeur | 1 | 2 | 3 | 4 | 5 | 6 | 7 | 8 | 9 | 10 | Total |
| --- | ------------ | - | - | - | - | - | - | - | - | - | -- | ----- |
| 1   | Porsche      | 9 | 6 | 9 | 9 | 9 | 9 | 9 | 9 | 9 | 9  | 63    |
| 2   | Ferrari      | 4 | 9 | 2 | 6 | 4 | 6 | 4 | 3 | 4 |    | 37    |
| 3   | Alfa Romeo   |   | 4 |   |   |   |   |   |   |   | 6  | 10    |
| 4   | Matra        |   | 2 |   | 2 |   |   |   |   |   |    | 4     |
| 5   | Chevrolet    | 1 |   |   |   |   |   |   | 1 |   |    | 2     |

#### Classement catégorie GT
La catégorie GT n'a pas participé à la troisième manche. Seuls les sept meilleurs résultats sont retenus pour le championnat.

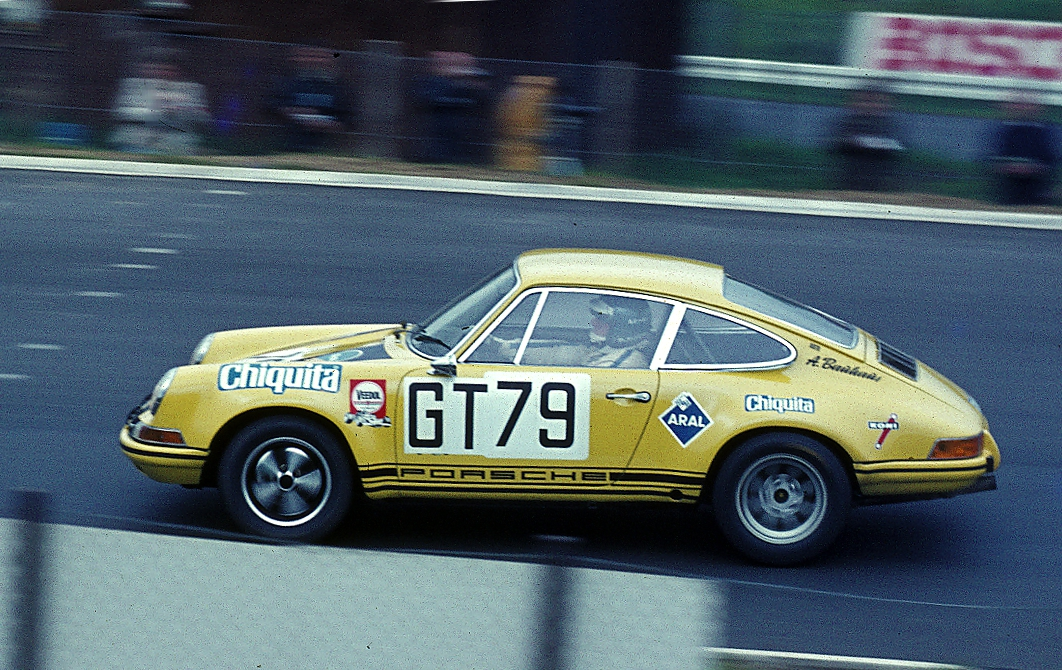
Porsche vainqueur de la coupe internationale GT avec ses modèles 911 (image) et 914/6.

| Pos | Constructeur | 1 | 2 | 3 | 4 | 5 | 6 | 7 | 8 | 9 | 10 | Total |
| --- | ------------ | - | - | - | - | - | - | - | - | - | -- | ----- |
| 1   | Porsche      | 3 | 4 |   | 9 |   | 9 | 9 | 6 | 9 | 9  | 55    |
| 2   | Chevrolet    | 9 | 9 |   |   |   |   |   | 9 |   |    | 27    |
| 3   | Lancia       |   |   |   |   |   | 9 |   |   |   |    | 9     |
| 4   | Alpine       |   |   |   |   | 1 | 3 |   |   |   |    | 4     |
| 5   | MG           | 1 |   |   |   |   |   |   |   |   |    | 1     |